# Indice biologique diatomées
Pour les articles homonymes, voir IBD.
L'indice biologique diatomées (IBD) est un indice de l'état des écosystèmes lotiques basé sur la communauté de diatomées (algues unicellulaires au squelette externe siliceux) présente dans le périphyton des cours d'eau.

## France
Est appelé 'Indice Biologique Diatomées' (IBD), il a été conçu pour une application à l'ensemble des cours d'eau, à l'exception des zones estuariennes. L'outil repose sur une taxonomique simplifiée (taxons appariés) et un guide pour les utilisateurs incluant des éléments d'aides à la détermination. 
Il a été mis au point en 1996, normalisé par l'AFNOR en 2000 sur demande des Agences de l'Eau pour le diagnostic des pollutions trophiques sur l'ensemble du réseau français et révisé en 2007. 

## Canada
Est appelé 'Indice Diatomées de l'Est du Canada' (IDEC).

## Objectif
L'objectif premier est de contribuer à une évaluation environnementale plus objective. Dans cet esprit, cet indice permet:
- D'évaluer la qualité biologique d'une station ;
- De suivre l'évolution temporelle de la qualité biologique de l'eau ;
- D'en suivre l'évolution spatiale ;
- D'évaluer les conséquences d'une perturbation sur le milieu (sensibilité à la pollution organique, saline ou eutrophisation).

## Méthode
Les diatomées sont prélevées sur des supports naturels durs et stables (pierres de préférence) sur une surface minimum de 100 cm². 
D'autres supports peuvent être utilisés en l'absence de substrat minéral (végétaux,substrats artificiels, etc.).
Les sites échantillonnés doivent toujours être en eau et de préférence avec un bon ensoleillement. 
Le prélèvement se fait en milieu lotique de préférence.

## Utilité, valeur ajoutée
Cet indice, basé sur des espèces considérées comme d'excellents bioindicateurs apporte :
- un indicateur de la qualité des eaux (espèces types suivant les qualités), normalisé par l'AFNOR [1]
- des informations complémentaires (réactions aux changements environnementaux et climatiques, parmi lesquels les pollutions organiques), de manière plus holistique, fiable et objective que les analyses physico-chimiques (données instantanées, ne prenant pas en compte d'éventuelles synergies, et ne considérant pas la totalité des paramètres).

## Limites et évolutions
Ses concepteurs et les premiers utilisateurs ont signalé quelques difficultés méthodologiques ou de mise en œuvre de l'outil initial
- faible taille et hétérogénéité du jeu initial de données qui comportait 1332 relevés (amélioré depuis, avec 2800 relevés) ;
- outil inadapté à certains contextes hydrochimiques (acides, salés, saumâtres) ou manquant de représentativité bio-géographique ;
- outil inadapté aux forts gradients naturels-anthropiques ;
- impossibilité de prendre en compte les pollutions toxiques, par manque de descripteurs abiotiques correspondants dans le jeu de données ;
- des choix taxonomique et/ou écologique initiaux avaient un impact important sur l' acuité de l'indice ; en particulier « l'appariement de taxons morphologiquement proches mais d'écologie trop différente », pose problème, de même que la « prise en compte discutable de formes planctoniques ou peu structurantes dont les exigences ne sont pas encore bien délimitées ».

Les progrès de la génétique, qui ont fait évoluer la taxinomie, l'apparition d'espèces invasives ou de taxons nouvellement décrits rendaient « nécessaire et urgente la proposition d'un IBD rénové passant notamment par la révision de la liste des taxons à retenir, mais aussi de leurs profils écologiques » (proposition faite en 2006)  . 
En 2006, la norme a été corrigée, avec une assise taxonomique plus large, l'amélioration des profils écologiques retenus, une pondération accrue des variables caractérisant l'anthropisation et l'intégration d'une dimension  « impacts de pollutions toxiques » (via le comptage de formes anormales de diatomées, traduit en abaissement de la note)  . 
L'outil rénové a été évalué et semble moins influencé par les gradients naturels. Il répond ainsi mieux aux exigences de la DCE .

### Outils et bases de données
- Naïades : Portail de diffusion des données d'observation sur la qualité des eaux de surface continentales
- Qualité rivières (agences de l'eau)
- SEEE : Système d'évaluation de l'état des eaux